# Azamor
Azamor (em árabe: أزمّور; romaniz.: Azemmúr, em berbere: ⴰⵣⵎⵎⵓⵔ; romaniz.: Azemmúr, as oliveiras) é uma cidade situada na margem esquerda do rio Morbeia, a cerca de dez quilómetros da antiga Mazagão, na costa atlântica do norte de Marrocos.

## História
Azamor fica na antiga Azama, um porto comercial de fenícios e mais tarde do Império Romano. Ainda hoje podem ser vistos os restos de um depósito romano de grãos nas chamadas "cisternas portugueses" da vizinha El Jadida.  Alguns historiadores acreditam que Azama foi a cidade mais austral de Marrocos ao tempo do domínio romano, na época de Augusto.

Embora dependente do rei de Fez, constituía-se numa povoação comercial bastante dinâmica. Reputada pela excelência de seu porto fluvial, em 1486, devido à instabilidade política regional, os seus habitantes pediram a proteção do rei D. João II (1481-1495), de quem se tornaram vassalos e tributários. O tributo anual era de dez mil sáveis, peixe abundante naquele rio, permitindo o estabelecimento de uma feitoria. Como primeiro feitor foi escolhido o escudeiro Martim Reinel, que já lá se encontrava em função da negociação do acordo, cujas funções exerceu até 1501. 

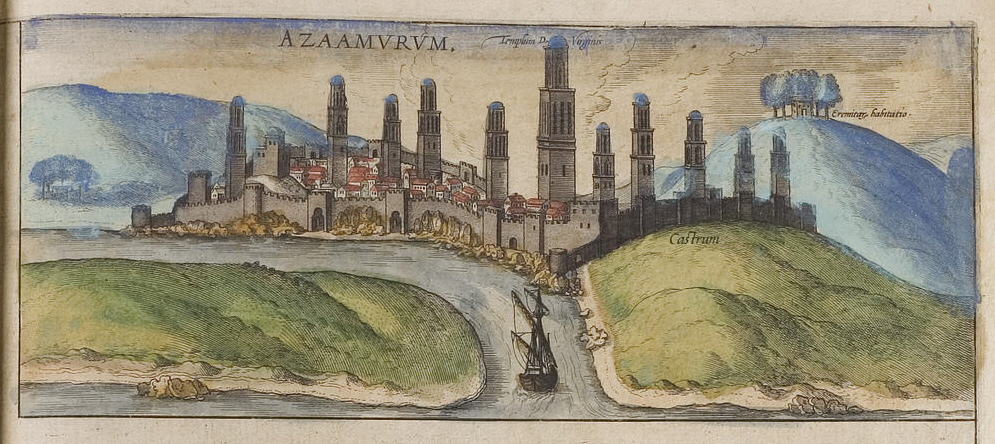
"Azaamurum" (Braun e Hogenberg. "Civitates Orbis Terrarum", 1572).

O rei Manuel I de Portugal (1495-1521) confirmou os termos do contrato em 1497. Mais tarde, surgindo desavenças em torno do mesmo, Rodrigues Bérrio, um armador de Tavira que costumava ir pescar sáveis a Azamor, em 1508 deu conhecimento a D. Manuel das grandes divisões entre os seus habitantes e do desejo que alguns manifestavam em se tornar súditos de Portugal. Atendendo a esses motivos, foi enviada uma pequena armada (50 navios e 2.500 homens) sob o comando de Dom João de Menezes, para submeter a cidade, sem sucesso.
Em 1513, a expulsão de alguns portugueses que viviam na cidade, e consequentemente encerramento da feitoria portuguesa por iniciativa de Muley Zião, deu ensejo a que, a 15 de agosto fosse enviada do reino uma nova armada (500 navios, 13 mil homens a pé, mais de 2 mil a cavalo, e gente de mar), sob o comando de D. Jaime, duque de Bragança. No dia 1 de setembro seguinte, as forças portuguesas avançaram sobre a cidade, que capitulou, sem resistência, dois dias depois, a 3. Participou da expedição o engenheiro militar Francisco Danzilho, que desenhou uma ou mais vistas da cidade, que foram remetidas ao soberano.
D. João de Menezes ficou por capitão da praça, com três mil homens para a sua defesa. Entretanto, conforme informou o soberano ainda no mesmo ano, esse quantitativo era insuficiente, uma vez que a cidade era práticamente do tamanho de Évora, e as suas defesas eram muito fracas.
Durante o ano seguinte (1514) ali atuaram os irmãos Diogo e Francisco de Arruda, responsáveis pelo que é considerado como a sua obra mais marcante no Norte d'África: dois baluartes curvilíneos, o de "São Cristóvão", anexo ao Palácio dos Capitães como uma torre de menagem compacta; e o do "Raio", no extremo da fortaleza, decorado por quarenta bandeiras e com espaço para mais de sessenta peças de artilharia fazerem fogo, simultaneamente, em todas as direções.
A Praça-forte de Azamor foi abandonada em 1541, por determinação de D. João III (1521-1557), após a queda da Fortaleza de Santa Cruz do Cabo de Gué (1541).

### Governadores de Azamor
- 3 de setembro de 1513 - 1513 - D. Jaime I, Duque de Bragança
- 1513 - 1514 - D. João de Menezes
- 1513 - 1514 - Rui Barreto, alcaide de Faro
- Maio de 1514 - Setembro de 1514 - João Soares[desambiguação necessária]
- 2 de setembro de 1514 - 1515 (?) - D. Pedro de Sousa Chichorro[5]
- 1515 - 1516 - Lopo Barriga
- 1516 - Nuno Gato
- 1516 - Dezembro de 1517 - Simão Correia
- 30 de dezembro de 1517 - 1521 - D. Álvaro de Noronha (1.ª vez)
- 1521 - 1523 - Gonçalo Mendes Sacoto
- 1523 - 1524 - D. Álvaro de Noronha (2.ª vez)
- Junho de 1525 - 1529 - Jorge Viegas
- 10 de setembro de 1529 - 1530 - António Leite (1.ª vez)
- 1530 - 1534 (?) - D. Pedro Mascarenhas[desambiguação necessária]
- 1534 - 1535 - Lançarote de Freitas (interino)
- 1535 - 1537 - D. Álvaro  de Abranches
- 1537 - 1541 - António Leite (2.ª vez)
- 1541 - 30 de outubro de 1541 - D. Álvaro de Noronha

## Património edificado
Em termos de património edificado, a cidade conserva alguns vestígios da ocupação portuguesa, nomeadamente troços das muralhas, casario e as ruas interiores, com elementos em estilo manuelino.

### Arquitetura religiosa
- Igreja Matriz
- Mesquita

### Arquitetura militar
- Baluarte de São Cristóvão
- Baluarte do Raio
- Baluarte e Porta da Vila
- Baluarte em "U" da Muralha Norte
- Muralha e Castelo
- Muro do atalho
- Porta da Ribeira

### Equipamentos e infraestruturas
- Alfândega e Casa dos Contos
- Casa do Capitão

## Organização administrativa e população
A cidade de Azamor constitui um município da província de El Jadida, pertencente a região de Casablanca-Settat. A sua area é de 4,35 km² e tinha 40.920 habitantes em 2014.